# 대한민국 민사소송법 제392조
대한민국 민사소송법 제392조는 항소심의 판단을 받는 재판에 대한 민사소송법조문이다.

## 조문
제392조(항소심의 판단을 받는 재판) 종국판결 이전의 재판은 항소법원의 판단을 받는다. 다만, 불복할 수 없는 재판과 항고(抗告)로 불복할 수 있는 재판은 그러하지 아니하다.